# Епархия Акци
Епархия Акци (лат. Dioecesis Accitana) — упразднённая епархия, в настоящее время титулярная епархия Римско-Католической церкви.

## История
Епархия Акци была основана в римском городе Юлия Гемелла Акци (сегодня это город Гуадикс, Испания) святым Торкватом, являвшимся одним из Семидесяти учеников, который проповедовал на территории современной Испании. Епархия Акци входила в митрополию Толедо. Епископы Акци участвовали в Толедских соборах и их преемственность можно проследить до середины VIII века, когда город Акци пришёл в упадок из-за арабского вторжения на Иберийский полуостров. В 1490 году Святой Престол учредил епархию Гуадиса-Базы и епархия Акци перестала быть титулярной.
В 1970 году Святой Престол наряду с епархией Гуадиса учредил в городе Гуадис титулярную епархию Акци.

## Епископы Гуадиса
- епископ Николай (1401 — ?);
- епископ Пётр (1433 — ?);
- епископ Ferdinando de Atienza O.F.M.[1] (19.02.1434 — ?);
- епископ Pietro de Ocaña O.F.M. (24.1472 — ?).

## Титулярные епископы
- епископ Хенрик Роман Гульбинович (12.01.1970 — 3.01.1976) — назначен архиепископом Вроцлава;
- епископ Joseph Phan Van Hòa (30.03.1976 — 6.10.1987);
- епископ Vilhelms Ņukšs (23.11.1987 — 27.02.1993);
- епископ Heinrich Fasching (24.05.1993 — 01.06.2014).